# Choizer
Choizer (in ebraico חוזר‎? lett. "colui che revisiona" pl. choizrim in ebraico  חוזרים‎?) è un titolo che si riferisce a quel rabbino che memorizza gli insegnamenti di uno dei rebbe del movimento chassidico Chabad-Lubavitch. Tale titolo è usato esclusivamente da questo movimento.

## Definizione
La Legge ebraica proibisce la scrittura durante lo Shabbat e Yom Tov. Allora in queste occasioni, quando i rebbe Chabad dovevano fare i loro discorsi e omelie, certi discepoli con memoria fotografica venivano nominati per imparare a memoria ogni parola che udivano dei discorsi. Questa funzione viene chiamata: "il ruolo dello choizer". Quando il rebbe aveva finito il choizer ricontrollava l'intero discorso insieme ad alcuni astanti che si prestavano all'ascolto. Tale ripetizione era nota come il chazoro, la revisione.
Dopo aver consultato altri choizrim, il choizer normalmente (ma non sempre) trascriveva le parole che si ricordava, quando gli era permesso di farlo (dopo la festività), e diventava quindi un meiniach (trascrittore). Tale trascrizione, nota come hanocho (pl. hanochos), veniva in seguito distribuita per studio comune. Le trascrizioni hanochos inedite dei discorsi pubblici di Rabbi Menachem Mendel Schneerson sono disponibili nelle serie Sichos Kodesh, Hisva'aduyos e Sefer Ha'Sichos.

## Choizrim famosi
- Yoel Kahn